# Bertolt-Brecht-Literaturpreis
Der Bertolt-Brecht-Preis wurde von der Stadt Augsburg, der Heimatstadt von Bertolt Brecht, seit 1995 alle drei Jahre verliehen (2006 wurde die Verleihung aus Anlass des 50. Todestages Brechts ein Jahr vorgezogen). Seit 2018 erfolgt die Vergabe in einem Zwei-Jahres-Rhythmus. Der Preis gehört mit 15.000 Euro (Stand 2023) zu den höher dotierten Literaturpreisen in Deutschland.
Der Preis wird an Persönlichkeiten vergeben, „die sich durch die kritische Auseinandersetzung mit der Gegenwart in ihrem literarischen Schaffen ausgezeichnet haben“.

## Preisträger
- 1995: Franz Xaver Kroetz
- 1998: Robert Gernhardt
- 2001: Urs Widmer
- 2004: Christoph Ransmayr
- 2006: Dea Loher
- 2010: Albert Ostermaier
- 2013: Ingo Schulze
- 2016: Silke Scheuermann
- 2018: Nino Haratischwili
- 2020: Sibylle Berg[1]
- 2023: Lutz Seiler[2]